# Carlos Guevara
Carlos Guevara (Puebla, 3 aprile 1930) è un ex calciatore messicano, di ruolo centrocampista.

## Carriera
Con la Nazionale messicana ha preso parte ai Mondiali 1950.